# Pișcolt, Satu Mare
Pișcolt (maghiară Piskolt, germană Michelsdorf, Pischkolt) este satul de reședință al comunei cu același nume din județul Satu Mare, Transilvania, România.

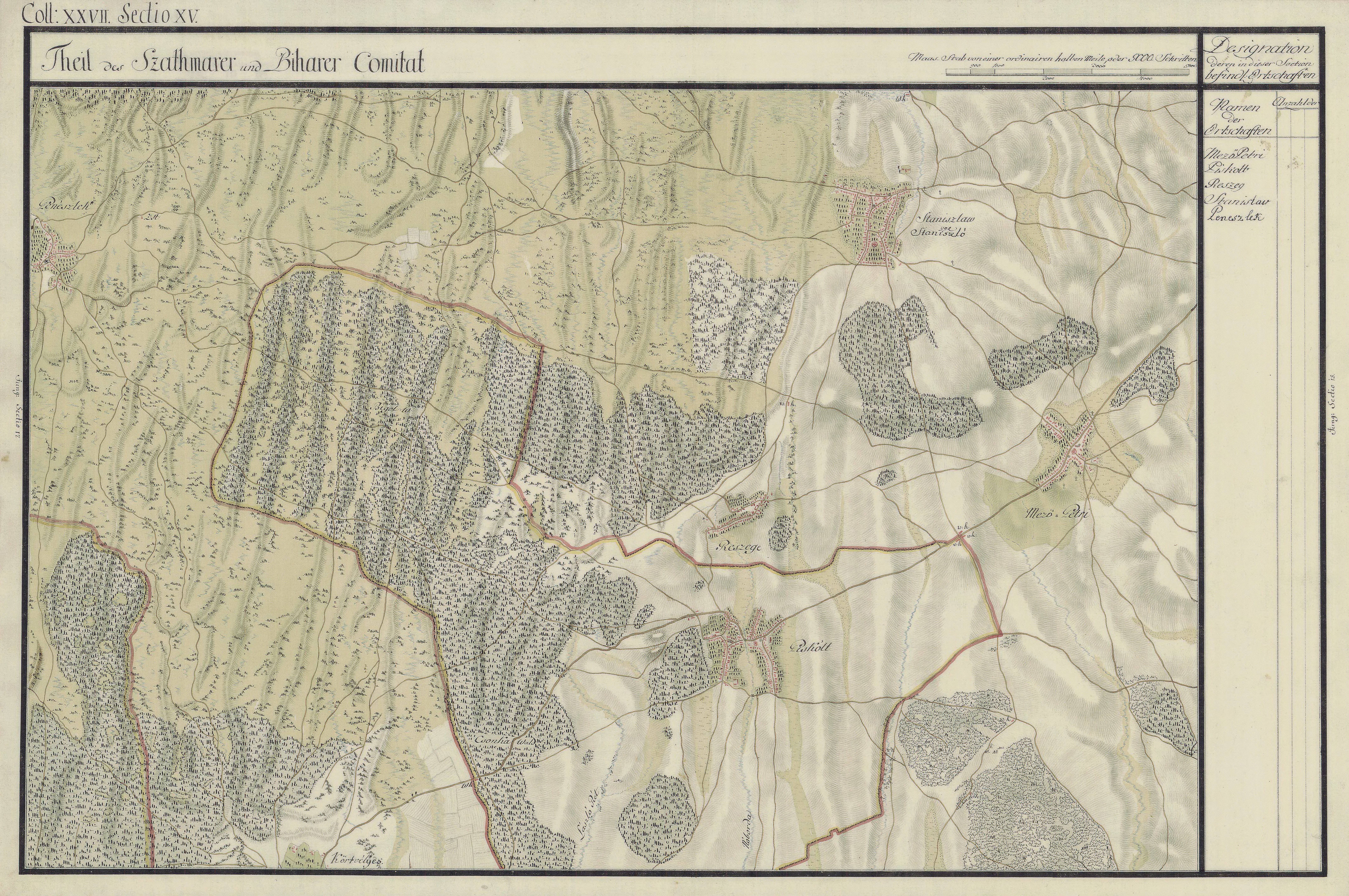
Pișcolt în Harta Iosefină a Regatul Ungariei.

## Istoric
Spațiul actualului sat a fost populat în Epoca Fierului. S-a descoperit aici o așezare ce datează din secolele IV-III î.Hr., parte din cultura La Tène. Așezarea cuprinde de asemenea și o necropolă, în care s-au descoperit cele mai multe bijuterii (perle și cercei) din ambră de pe teritoriul României. Atât așezarea cât și necropola sunt monumente istorice.
Numele satului a fost menționat pentru prima dată în anii 1322-1323 ca Pyskolth. În secolul XIV numele satului apere și în registrul zecimii papale ca Villa Piskolch.
În 1454 Pișcoltul era un punct de trecere vamal și aparținea Comitatului Sătmar. Proprietarii așezării au fost familiile Rhédey și Komárom, iar mai târziu și familia Gorove din Gătaia a achiziționat pământ aici.
În 1880 la Pișcolt trăiau 1.986 de personae, dintre care 1.081 erau maghiari, 783 români, 18 germani, 8 ucraineni și 104 din alte etnii, recensământul fiind făcut pe bază lingvistică
La începutul secolului al XX-lea satul aparținea lui Rhédey Julianna, János Gorove și a soției sale Stefánia Noszlopy. La începutul anilor 1900, în așezare exista, de asemenea, o moară cu aburi și una pentru producția de ulei.
Înainte de Tratatul de la Trianon, satul aparținea districtului Érmihályfalva (Valea lui Mihai) din Comitatul Bihor. 
Potrivit recensământului din 1930, în acest sat trăiau 2.746 de personane, dintre care 1.449 erau români, 987 maghiari, 121 evrei, 118 țigani, 54 germani 8 ucraineni și 9 din alte etnii. Odată cu anexarea din partea României, Pișcoltul a fost încorporat în Județul Sălaj interbelic, până la Dictatul de la Viena din 1940, când nordul Transilvaniei fusese anexat din nou de Ungaria. Revine sub controlul român după 1945, fiind parte în vremea comunistă de Regiunea Bihor, Regiunea Crișana și din 1968 aparține Județului Satu Mare. În 2002 populația stabilă era de 2.284 de locuitori, dintre care 1.127 români, 722 maghiari, 428 țigani și 7 germani.

## Monumente istorice
- Așezarea din Epoca Fierului;
- Necropola din Epoca Fierului.